# Maytenus elongata
Maytenus elongata är en benvedsväxtart som först beskrevs av Urban, och fick sitt nu gällande namn av Britton. Maytenus elongata ingår i släktet Maytenus och familjen Celastraceae. Inga underarter finns listade.